# Martín Lorenzini
Martín Lorenzini (* 26. September 1975 in Buenos Aires) ist ein argentinischer Schachspieler.
Die argentinische Einzelmeisterschaft konnte er 2011 in La Plata gewinnen. Er spielte für Argentinien bei der Schacholympiade 2012 in Istanbul.
Den Titel Schachgroßmeister erhielt er im November 2014.
| Hier fehlt eine Grafik, die leider im Moment aus technischen Gründen nicht angezeigt werden kann. Wir arbeiten daran! |